# Zealaranea prina
Zealaranea prina är en spindelart som beskrevs av Court och Forster 1988. Zealaranea prina ingår i släktet Zealaranea och familjen hjulspindlar. Inga underarter finns listade i Catalogue of Life.